# Lycosa pulchella
Lycosa pulchella är en spindelart som först beskrevs av Tord Tamerlan Teodor Thorell 1881.  Lycosa pulchella ingår i släktet Lycosa och familjen vargspindlar. Inga underarter finns listade i Catalogue of Life.